# Elxleben (Ilm járás)
Elxleben település Németországban, azon belül Türingiában. Lakosainak száma 612 fő (2023. december 31.). Elxleben Osthausen-Wülfershausen és Alkersleben községekkel határos.

## Népesség
A település népességének változása:
| Lakosok száma | 554  | 564  | 555  | 593  | 612  |
|               | 2017 | 2019 | 2021 | 2022 | 2023 |